# پریگانکا
پریگانکا (روسی: Прыганка) یک منطقهٔ مسکونی در روسیه است که در سرزمین آلتای واقع شده‌است.